# Odosicyos
Odosicyos é um género botânico pertencente à família Cucurbitaceae.

## Espécies
- Odosicyos bosseri

1. ↑  «Odosicyos — World Flora Online». www.worldfloraonline.org. Consultado em 19 de agosto de 2020